# Juliane Seidel
Juliane Seidel (* 11. Januar 1983 in Suhl) ist eine deutsche Grafikdesignerin und Schriftstellerin, vor allem in den Genres Kinder- und Jugendliteratur und Fantasy.

## Leben
Juliane Seidel arbeitet hauptberuflich als technische Redakteurin bzw. Teamassistentin. Gemeinsam mit ihrer Partnerin illustrierte sie Bücher und zeichnete Comics, bevor sie selbst als Autorin die Fantasy-Kinderbuchreihe Assjah veröffentlichte. Es folgte eine Fantasy-Trilogie und weitere belletristische Arbeiten. Neben den eigenständigen Veröffentlichungen entstanden eine Novelle und Kurzgeschichten, die in verschiedene Anthologien aufgenommen wurden.
Neben ihrer schriftstellerischen Tätigkeit engagiert sich Seidel für verschiedene Veranstaltungen; so organisiert sie seit 2014 das schwullesbische Lesefestival QUEER gelesen mit, an dem Literaturschaffende aus ganz Deutschland teilnehmen, und ist beim queeren Filmfest der Landeshauptstadt Wiesbaden, der Homonale, beteiligt.
Seidel lebt und arbeitet mit ihrer Lebenspartnerin Tanja Meurer in Wiesbaden.

## Publikationen (Auswahl)
- Die lebenden Träume (= Assjah. Band 1). Bookshouse Verlag, Pano Akourdaleia 2013, ISBN 978-9963-722-25-9.
- Die vergessenen Kinder (= Assjah. Band 2). Bookshouse Verlag, Pano Akourdaleia 2013, ISBN 978-9963-722-45-7.
- Unantastbar (= Nachtschatten. Band 1). Machandel Verlag, Haselünne 2015, ISBN 978-3-95959-015-0.
- Ungebrochen (= Nachtschatten. Band 2). Machandel Verlag, Haselünne 2016, ISBN 978-3-95959-015-0.
- Unbezwingbar (= Nachtschatten. Band 3). Machandel Verlag, Haselünne 2017, ISBN 978-3-95959-072-3.
- Rotten Games (= 9 mm. Band 2). Dead Soft Verlag, 2015, ISBN 978-3-945934-59-3.
- Fuchsgeister. Machandel Verlag, Haselünne 2018, ISBN 978-3-95959-121-8.
- Herz aus Kristall. Tagträumer Verlag, Bielefeld 2020, ISBN 978-3-946843-79-5.